# 小田禎彦
小田 禎彦（おだ さだひこ、1940年（昭和15年）2月7日 - ）は、日本の実業家、和倉温泉・加賀屋元代表取締役会長・社長、現・代表取締役相談役、公益社団法人石川県観光連盟理事長、一般社団法人能登半島広域観光協会理事長、和倉温泉観光協会会長、公益財団法人日本交通公社評議員、JTB元取締役、JTB協定旅館ホテル連盟元会長。妻は小田真弓。

## 人物・経歴

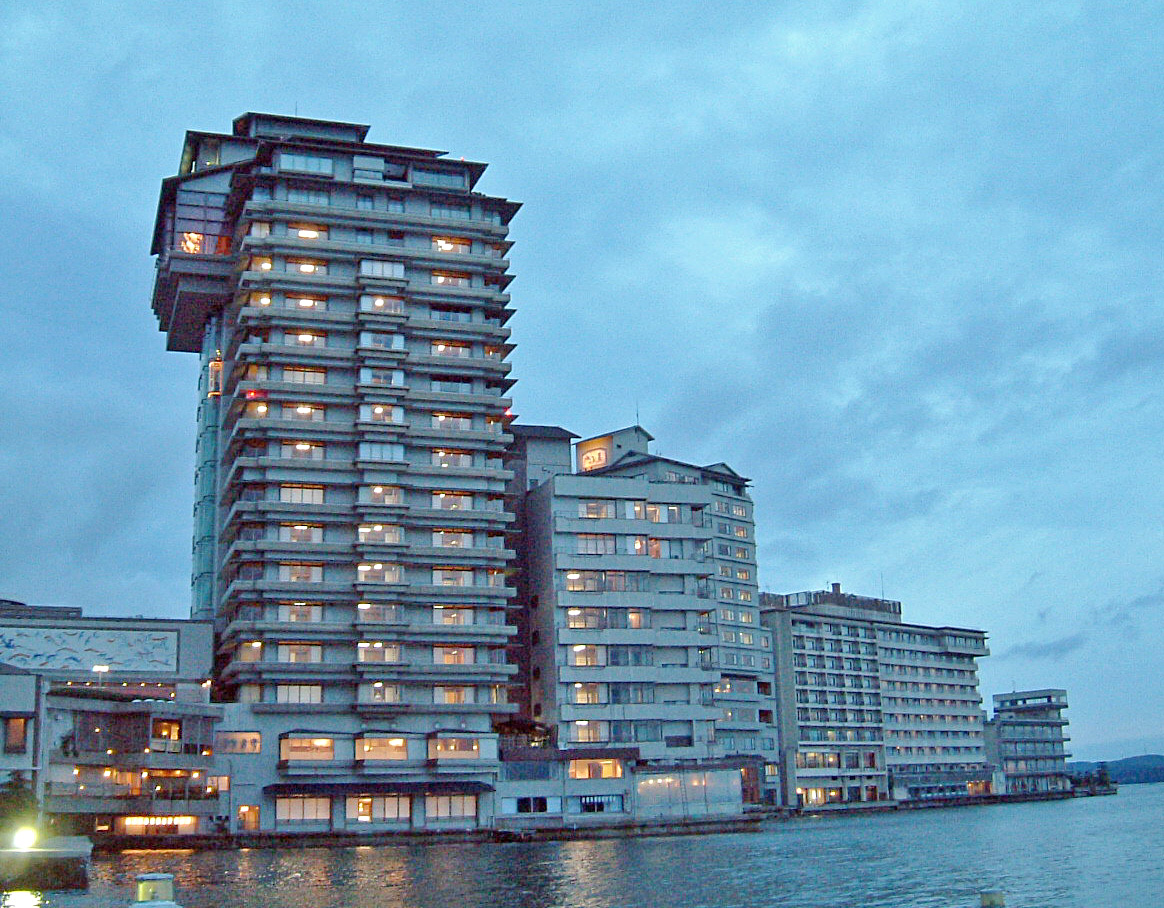
加賀屋

1940年、石川県七尾市生まれ。1955年3月、金沢大学教育学部附属中学校を卒業。1958年3月、金沢大学教育学部附属高等学校を卒業。1962年3月、立教大学経済学部経営学科を卒業後、加賀屋に入社。
1979年に代表取締役社長、2000年代表取締役会長に就任。
石川県人事委員会委員、石川県観光連盟理事長、七尾商工会議所副会頭、和倉温泉観光協会会長、能登半島広域観光協会理事長などの公職を務め、観光業の発展に尽力し、2003年には政府選定の「観光カリスマ」に選ばれた。2004年には、アメリカ･モントレー市において4月28日を『小田禎彦の日』と制定される。
2014年から加賀屋代表取締役相談役に就任後現在に至る。県観光連盟顧問などを務め、地域の観光業に貢献。金沢大学への留学支援やインターンシップ受け入れを行うとともに、同大学と立教大学の提携の橋渡しを行い、2021年に金沢大学から名誉博士の称号が授与された。
加賀屋グループは、2022年5月に福井県のあわら温泉の老舗旅館「つるや」の事業を引き継ぎ、現社長の小田與之彦が経営基盤を強化のため「つるや」の経営に専念することとなり、2022年11月から小田禎彦が経営トップに復帰することとなった。

## テレビ出演
- 日経スペシャル カンブリア宮殿 "奇跡の集客"シリーズ第2弾！ 世界を掴む"加賀屋流おもてなし"の秘密 33年連続日本一の旅館...その裏側（2013年7月18日、テレビ東京）[12]

## 関連人物
- 小田真弓（加賀屋女将）